# Christine Quinn
Pour les articles homonymes, voir Quinn.
Christine Callaghan Quinn, née le 25 juillet 1966 à Glen Cove dans l'État de New York , est une femme politique américaine membre du Parti démocrate, présidente du conseil municipal de New York de 2006 à 2013.

## Biographie
Élue au conseil municipal de New York pour le 3e district en 1999, elle en devient présidente en janvier 2006.
Le 10 mars 2013, elle annonce sa candidature aux primaires démocrates pour les élections municipales de 2013 à New York. D'abord donnée favorite, elle est finalement distancée dans les sondages par Bill de Blasio, mais demeure en deuxième position devant l'ancien contrôleur des finances de la ville, Bill Thompson, et l'ancien représentant de l'État de New York, Anthony Weiner.
Lors de la primaire, qui se tient le 10 septembre 2013, elle termine cependant à la troisième place avec 15,4 % des voix, derrière Thompson avec 26 % et surtout de Blasio, qui totalise près de 40 % des suffrages.
Ouvertement lesbienne, elle vit avec une avocate, Kim Catullo, son épouse depuis le 19 mai 2012.